# غراهام هوبكينز
غراهام هوبكينز (بالإنجليزية: Graham Hopkins)‏ هو موسيقي بريطاني، ولد في 20 ديسمبر 1975 في دبلن في جمهورية أيرلندا.

## وصلات خارجية
- غراهام هوبكينز على موقع ميوزك برينز (الإنجليزية)
- غراهام هوبكينز على موقع ديسكوغز (الإنجليزية)